# Jimmy Garrison
Jimmy Garrison (3. března 1934 – 7. dubna 1976) byl americký jazzový kontrabasista. V roce 1962 se formálně přidal ke kvartetu Johna Coltrana, kde nahradil Reggieho Workmana. Jejich první společnou nahrávkou je pomalé blues “Chasin' the Trane”, kde si zahrál v triu s Coltranem a bubeníkem Elvinem Jonesem. Garrison hrál v řadě dnes už klasických coltraneových nahrávkách, a to včetně alba A Love Supreme. Na koncertech často hrál improvizovaná sóla, bez doprovodu ostatních, kterými začínala většina živě hraných skladeb. Spolupráce s Coltranem trvala až do roku 1967.
Garrison na sebe také upozornil hraním s Ornettem Colemanem, poprvé to bylo na deskách Ornett on Tenor a Art of the Improvisers.
Kromě spolupráce s Colemanem a Coltranem hrál také Jimmy Garrison současně v ansámblech, které vedli například: Kenny Dorham, Philly Joe Jones, Curtis Fuller, Benny Golson, Lennie Tristano, Lee Konitz, Jackie McLean, Pharoah Sanders nebo třeba Tony Scott. Po Coltraneově smrti spolupracoval s Hamptonem Hawesem, Archie Sheppem a zahrál si také ve skupinách, které vedl bubeník Elvin Jones.